# Gustaf Asplund (kirurg)
Erik Gustaf Asplund, född 7 februari 1876 i Göteborg, död 27 november 1948 i Stockholm, var en svensk kirurg. Han var far till Carl-Gustaf och Jan Asplund.
Gustaf Asplund var son till överläkaren Mauritz Asplund. Han avlade mogenhetsexamen i Göteborg 1895, blev student vid Uppsala universitet samma år, medicine kandidat vid Karolinska institutet i Stockholm 1901 och medicine licentiat där 1906. Efter olika förordnanden inom kirurgi, ortopedi och pediatrik bland annat vid avdelningen för kirurgisk tuberkulos vid Sankt Görans sjukhus 1911–1914 blev Asplund 1921 ortopedisk kirurg vid Eugeniahemmet och 1924 överläkare där. Asplund inträdde 1903 som stipendiat vid Marinläkarkåren och blev 1921 förste marinläkare. Han handhade inredandet av kanonbåten Verdandi till lasarettsfartyg och av sjuk- och operationsavdelningen på pansarbåten Sverige. 1912–1936 var han läkare vid Sjökrigsskolan, förstod 1920–1941 Stockholms folkskolors ortopediska poliklinik och var överläkare vid flera större försäkringsbolag. Asplund publicerade ett flertal skrifter, bland annat översikter över Eugeniahemmets verksamhet. Han är begraven på Galärvarvskyrkogården i Stockholm.